# 佩龙格乌拉姆
佩龙格乌拉姆（Perungulam），是印度泰米尔纳德邦Toothukudi县的一个城镇。总人口6451（2001年）。

## 人口
该地2001年总人口6451人，其中男性3139人，女性3312人；0—6岁人口775人，其中男389人，女386人；识字率77.27%，其中男性为80.60%，女性为74.12%。